# 長腹華鰍
長腹華鰍為輻鰭魚綱鯉形目沙鰍科的其中一種，為熱帶淡水魚，分布於亞洲中國雲南、寮國及泰國湄公河流域，體長可達10.6公分，棲息在岩石底質的溪流底層水域，以藻類及昆蟲為食，生活習性不明。

## 扩展阅读
維基物種上的相關：長腹華鰍